# 음자리표

오선에 위의 높은음자리표

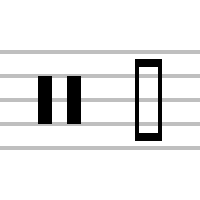
뉴트럴표

표보

음자리표(音-標, 문화어: 음기호)는 악상 기호의 일종이다. 5선에 적어 놓은 음표 만으로는 어떤 음이 기준이 되는지 모르므로 마땅히 기준음의 자리를 정해줄 필요가 있다. 그러므로 절대적인 음 높이를 나타내기 위해서 5선의 맨 앞에 적은 표를 음자리표라고 한다. 이 음자리표는 3가지가 있다.

## 음자리표의 종류
음자리표의 명칭에는 그 음자리표 자체의 명칭과 음자리표가 놓인 장소에 의한 명칭이 있다.
| 음자리표 | 이름                                       | 음표              | 선                    |
| -------- | ------------------------------------------ | ----------------- | --------------------- |
|          | 높은음자리표 (treble-clef; 문화어: 높은표) | G4                | 휘게 하여 돌려 그림.  |
|          | 가온음자리표 (C-clef)                      | 도 (Middle C, C4) | 음자리 가운데를 통과. |
|          | 낮은음자리표 (bass-clef; 문화어: 낮은표)   | F3                | 음자리의 두 점 사이.  |

### 높은음자리표(G clef)
높은음자리표는 사음 즉, G음의 자리를 정해준다. 그러므로 사(G)음자리표라고도 한다. 성악에서는 여성의 성부에 해당한다. 높은음자리표는 라틴어의 G자를 본딴 모양으로, 5선의 둘째 줄부터 시계 방향으로 돌아나가 셋째 줄과 첫째 줄에 접하면서 그려나간다. 가온다는 아래 첫째줄에 위치한다.

### 낮은음자리표(F clef)
낮은음자리표는 바음 즉, F음의 자리를 정해준다. 그러므로 바(F)음자리표라고도 한다. 성악에서는 남성의 성부에 해당한다. 낮은음자리표는 라틴어의 F자를 본딴 모양으로, 5선의 넷째 줄부터 시계방향으로 돌아나가 다섯째 줄에 접하면서 내려가 둘째 줄에서 그친 후, 넷째 칸과 다섯 째칸에 점을 찍어 그린다. 가온다는 위 첫째줄에 위치한다.

### 가온음자리표(C clef)
가온음자리표는 가온다(C)음을 임의로 정하여 그린 것으로, 5선 위의 다섯 개의 줄 중에서 임의로 가온다음을 지정하여 그 줄을 대칭축으로 양쪽이 대칭이 되도록 그린다.
- 첫째 줄을 가온다로 한 경우 : 소프라노 음자리표
- 둘째 줄을 가온다로 한 경우 : 메조소프라노 음자리표
- 셋째 줄을 가온다로 한 경우 : 알토 음자리표
- 넷째 줄을 가온다로 한 경우 : 테너 음자리표
- 다섯째 줄을 가온다로 한 경우 : 바리톤C 음자리표

위에서 소프라노음자리표는 높은음자리표와 가온다의 위치가 한 줄 밖에 차이가 나지 않으므로 거의 사용하지 않는다. 알토음자리표는 중음 악기(비올라 등), 테너음자리표는 중저음(첼로, 바순, 트롬본)의 기보에 주로 사용된다.

## 개별 음자리

「사」 음자리표(G-clefs)
높은 음자리표(Treble clef)
프렌치표(French clef)
바음 기호(F clef, 저음부 기호)
낮은 음자리표(Bass clef)
바리톤표(Baritone clef)
서브베이스표(Subbass clef)
다 음자리표(C clef)
알토 음자리표(Alto clef)
테너표(Tenor clef)
바리톤 C(Baritone clef)
메조소프라노 음자리표(Mezzo-soprano clef)
소프라노표(Soprano clef)

## 그 밖의 음자리표
- 옥타브표 (Octave clefs)
- 뉴트럴표 (Neutral clef)
- 표보 (Tablature)
- 옥타보

## 역사
음자리표는 오선보와 같은 시기인 10세기에 태어났다. 원래는 특별한 음자리 기호 대신 G, F, C처럼 오선보의 참조 선에 음 이름을 붙였다. 이것이 그레고리안 성가에 쓰인 음자리표였다. 시간이 지남에 따라 이 문자들의 모양이 바뀌면서 현재에 이르게 되었다.

## 같이 보기
- 악보
- 보표